# Église Saint-Georges de Montigny-sous-Marle
L'église Saint-Georges de Montigny-sous-Marle est une église située à Montigny-sous-Marle, en France.

## Description
L'église Saint-Georges est construite sur une butte au centre du village. Bien qu'elle possède une tour percée de meurtrières, elle n'est pas considérée comme fortifiée.

## Localisation
L'église est située sur la commune de Montigny-sous-Marle, dans le département de l'Aisne.

## Historique
Lors des rénovations successives, la nef de l'église a été transformée en habitation.

### Galerie

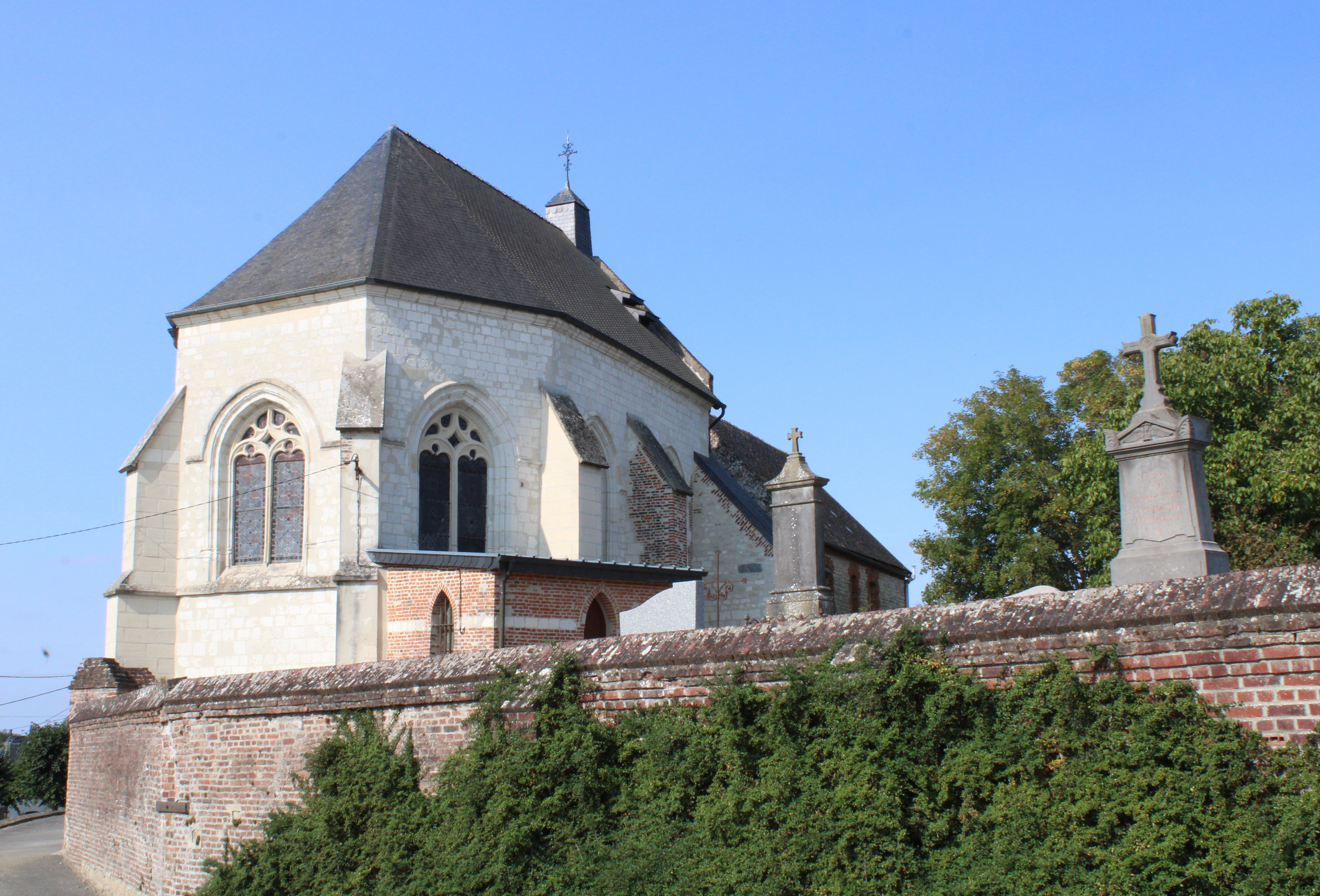
Vue du chevet de l'église en pierre calvaire percé de trois baies en ogive.
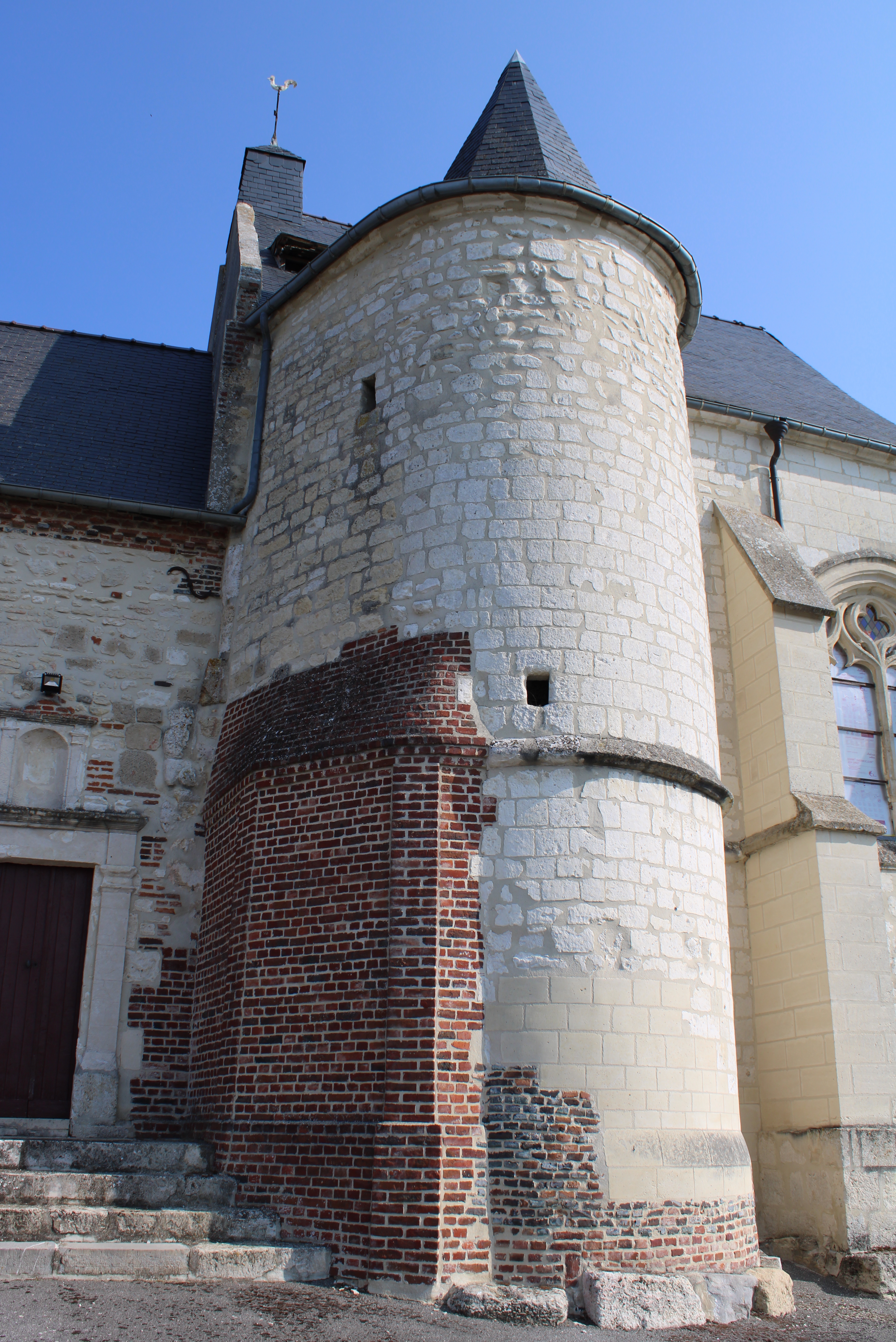
Le porche latéral est flanqué à sa droite d'une tour en pierre percée de meurtrières.
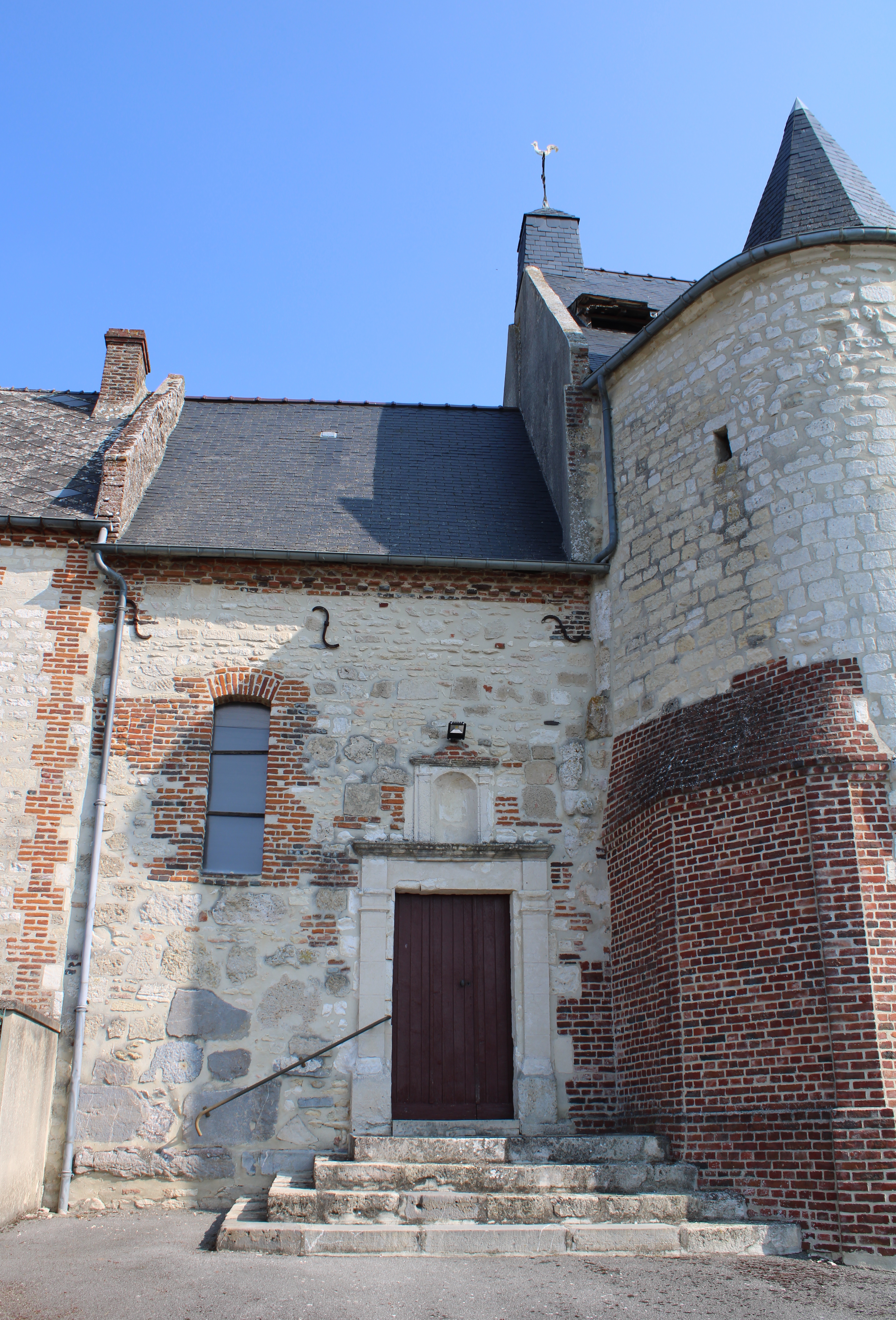
Le porche latéral comporte différents types d'appareils : pierres irrégulières, pierres calcaires régulières et briques.
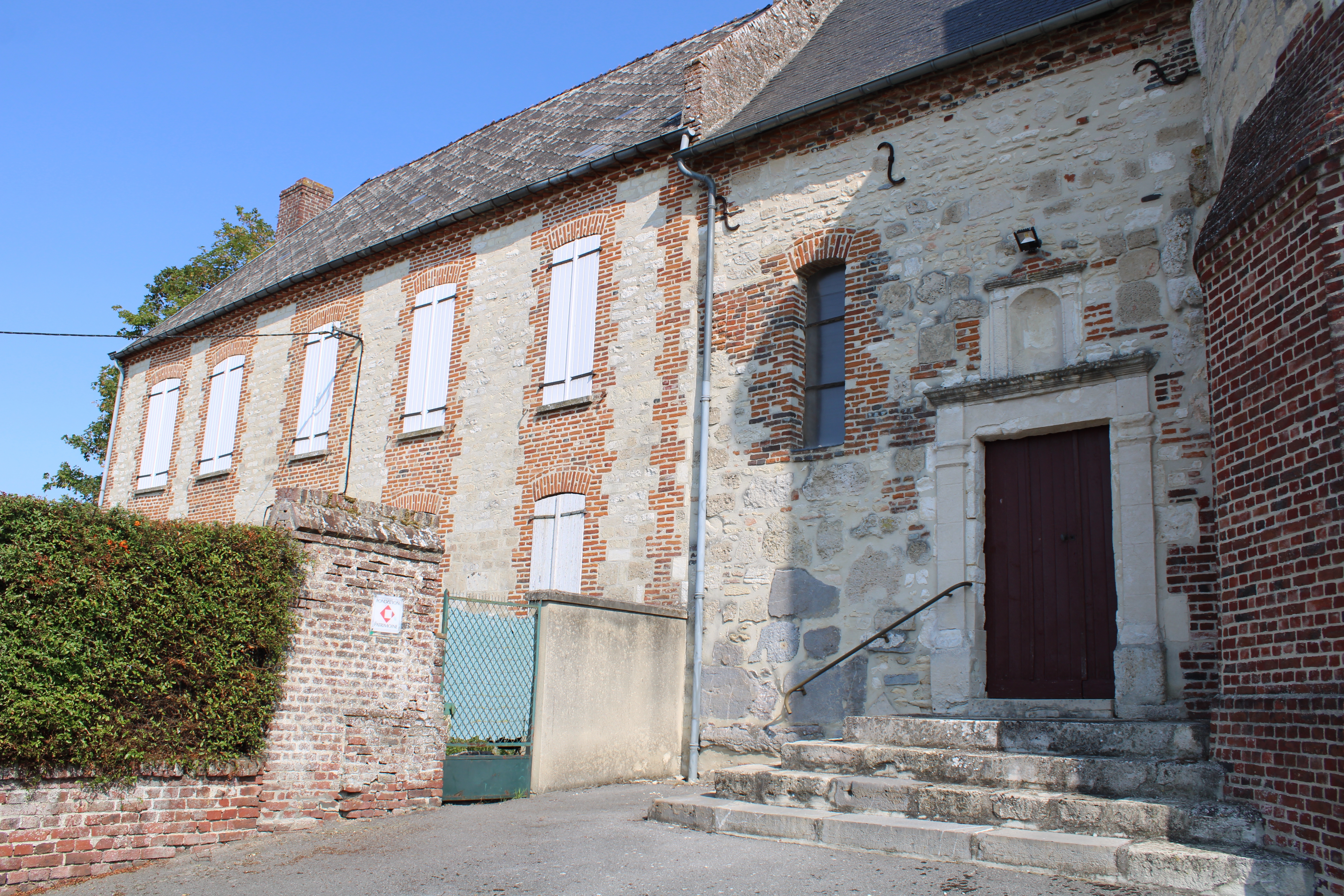
La nef de l'église a été transformée en habitation au XIXe siècle.